# Pteropus capistratus
Pteropus capistratus är ett däggdjur i familjen flyghundar som förekommer i den australiska regionen. Populationerna infogades fram till 1990-talet i Pteropus temminckii. Fyndplatsen Niu Ailan för typexemplaret är omstridd.
Fram till 2014 listades två underarter:
- P. c. capistratus
- P. c. ennisae

Den senare godkänns efter en taxonomisk studie som självständig art.

## Utseende
Med en kroppslängd (huvud och bål) av 145 till 192 mm, med 102 till 122 mm långa underarmar och en vikt av är 165 till 290 g denna svanslösa flyghund en medelstor medlem i släktet Pteropus. Den har 31 till 45 mm långa bakfötter och 18 till 26 mm stora öron. Huvudet kännetecknas av en bred nos med rödbrun näsa, av stora öron med brun regnbågshinna och av trekantiga öron med avrundade spetsar. Typisk är den vita ansiktsmasken med mörka strimmor på näsryggen och under ögonen. Kring halsen bildar hår som är mörkbruna vid roten och gula till röda vid spetsen en påfallande krage. Pteropus capistratus har körtlar vid axlarna som hos hannar är omgivna med borstiga hår. Håren på ovansidan är ljusgråa vid basen och bruna vid spetsen vad som ger ett gråbrunt utseende. Undersidan är med undantag av de nakna låren täckt med ljusbrun päls. Den ljusbruna flyghuden är vid venerna mörkare. Artens tanduppsättning är inte robust.

## Utbredning
Denna flyghund lever på Niu Briten och på små öar i regionen. Populationen på Niu Ailan räknas till arten Pteropus ennisae. Individerna vistas i låglandet och i bergstrakter upp till 1200 meter över havet. De bor i skogar, i trädodlingar och i trädgårdar.

## Ekologi
Pteropus capistratus är nattaktiv och vilar i bladverket av växter från hummerklosläktet eller andra växter. Gömstället ligger en bra bit ovanför marken men inte i skogens toppskikt. Vid sovplatsen finns ensamma exemplar, par och små grupper. Födan utgörs av olika frukter som fikon, Muntingia calabura och Trema orientalis som kompletteras med blommor.
Per kull föds en unge. Äldre ungdjur som saknar flygförmåga lämnas i gömstället. Hos flera hannar registrerades mjölk i bröstvårtorna. Ungarna blir efter ett till två år könsmogna. Artens skrik påminner om kvittrande fåglar.

## Hot
Beståndet hotas av landskapsförändringar. Enligt en uppskattning från 2021 finns 9 000 till 10 000 vuxna individer. IUCN listar Pteropus capistratus som sårbar (VU).